# Oskar Posner
Oskar Posner (1878-1932) – niemiecki lekarz i historyk wolnomularstwa, współautor wydanego wspólnie z Lennhoffem monumentalnego "Internationales Freimaurer Lexicon" (1932).